# Belejeni, Bihor
Belejeni este un sat în comuna Drăgănești din județul Bihor, Crișana, România.

## Monumente istorice
- Biserica de lemn „Buna Vestire”

## Galerie de imagini

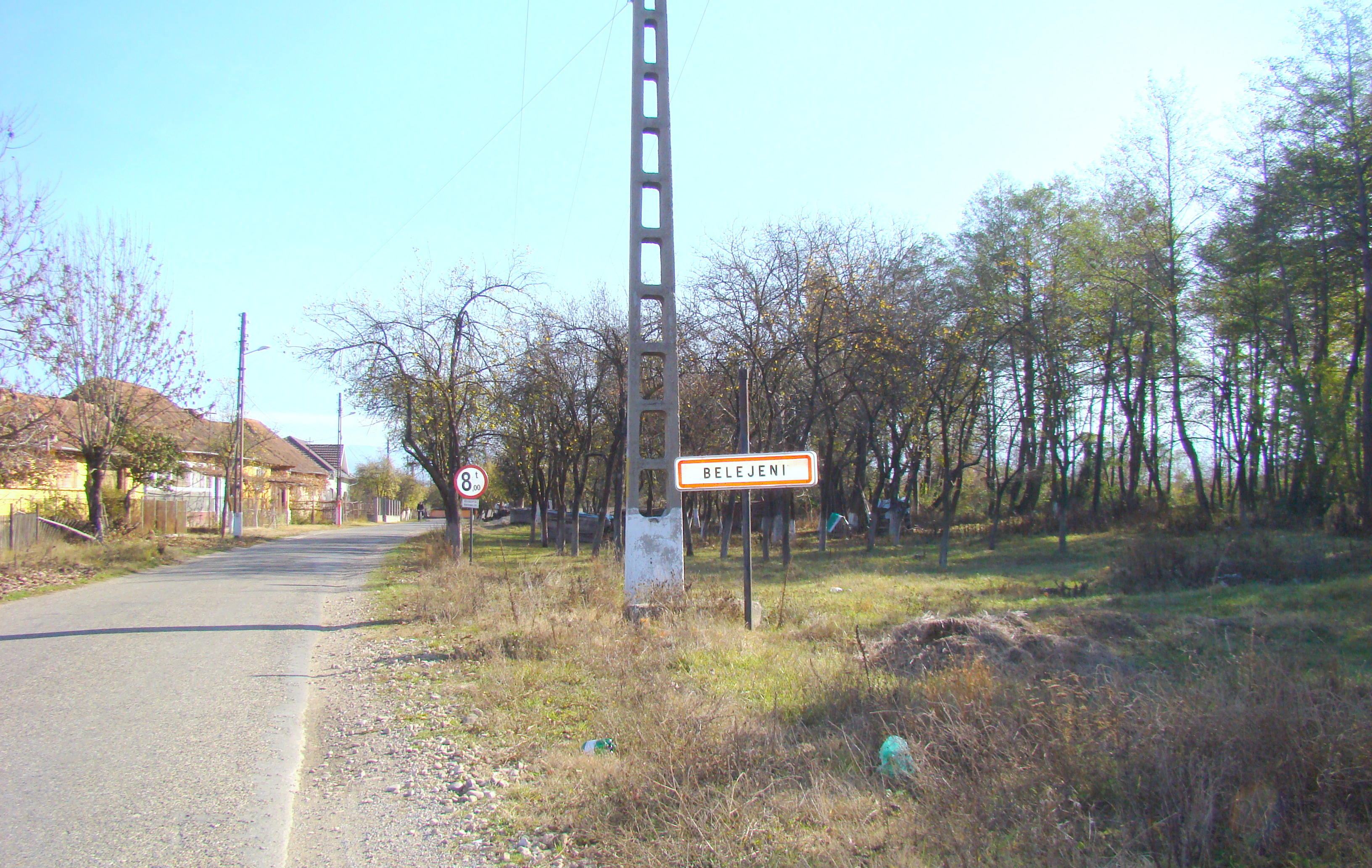
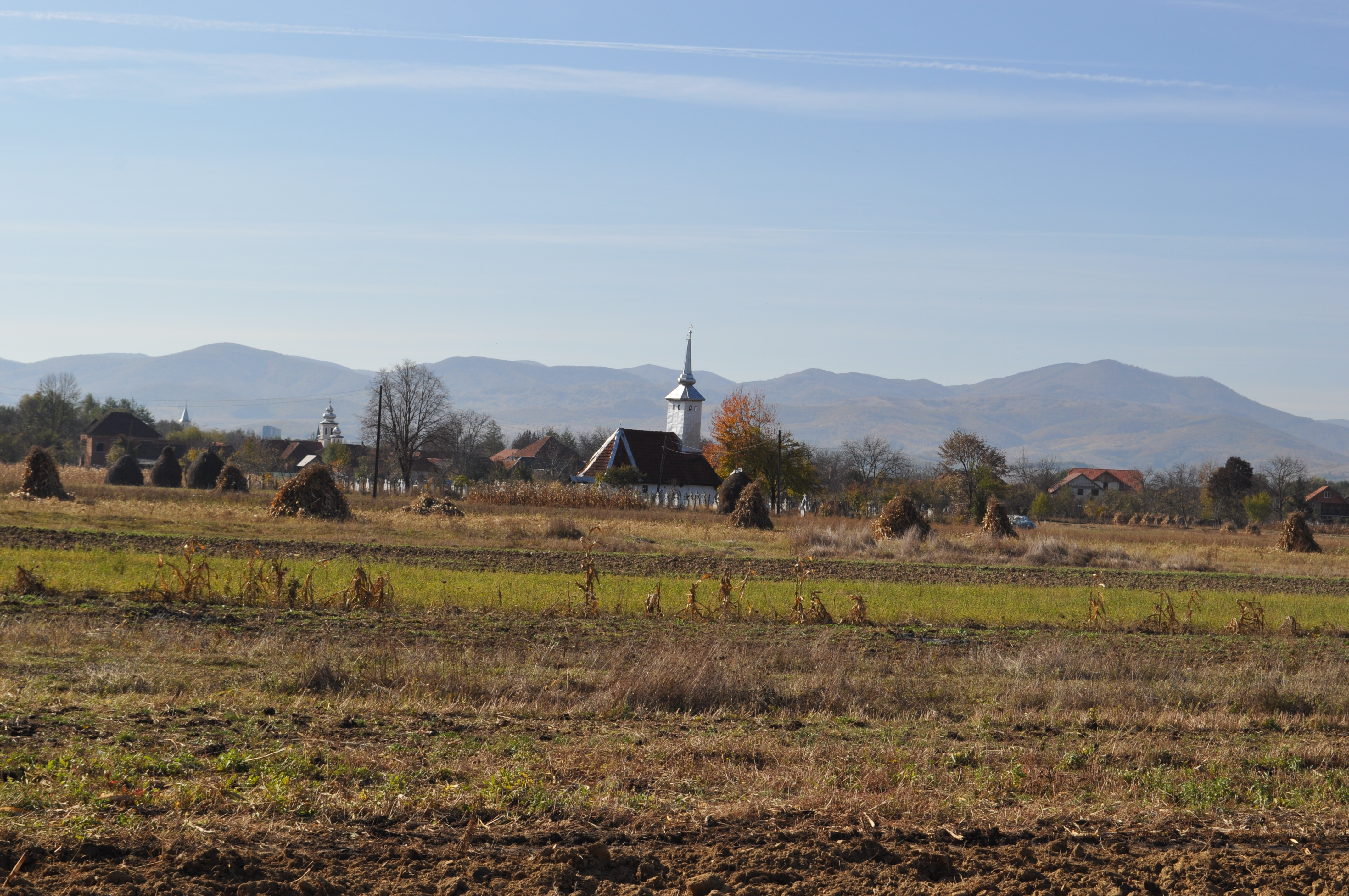
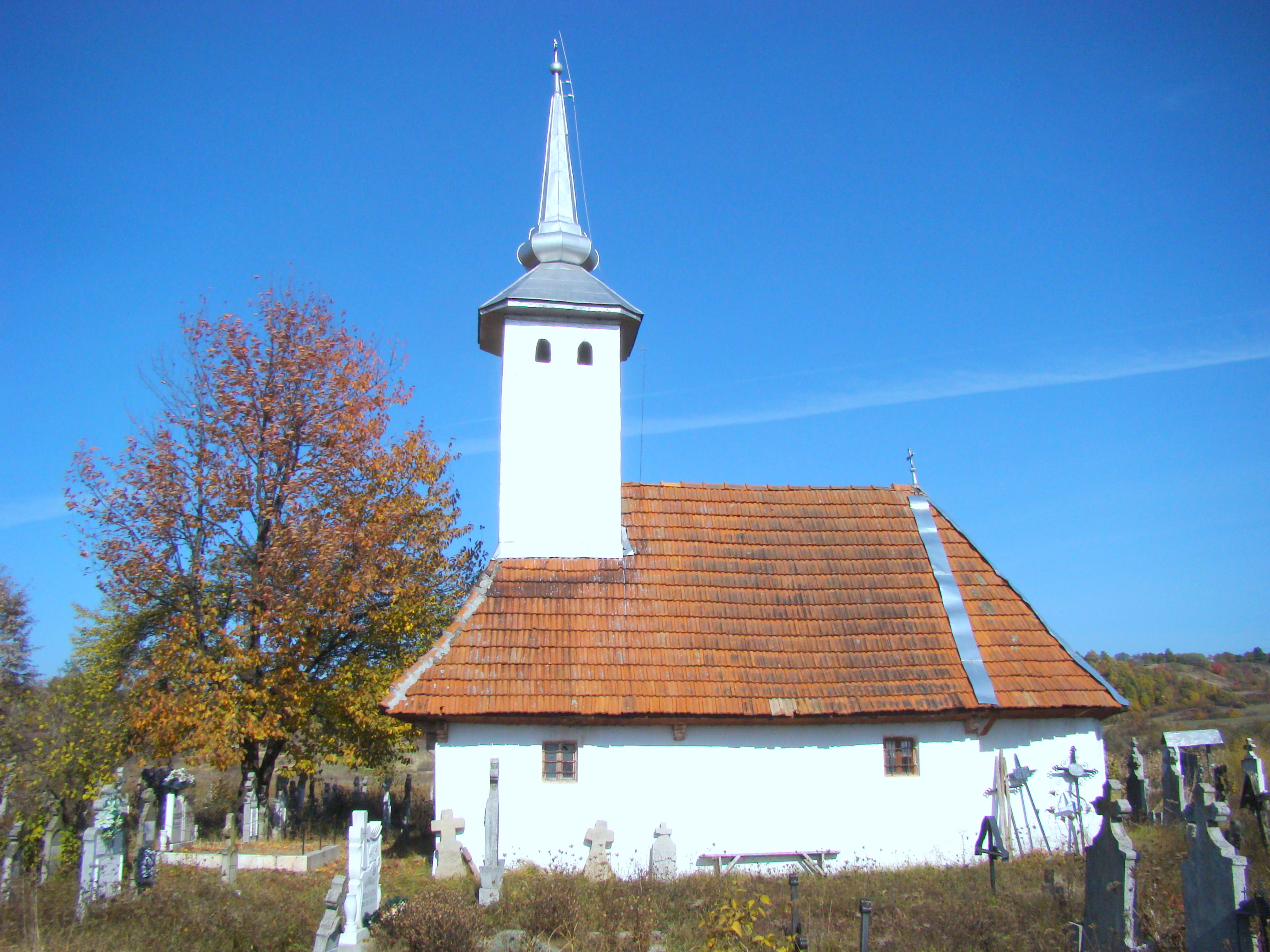
Biserica de lemn „Buna Vestire”
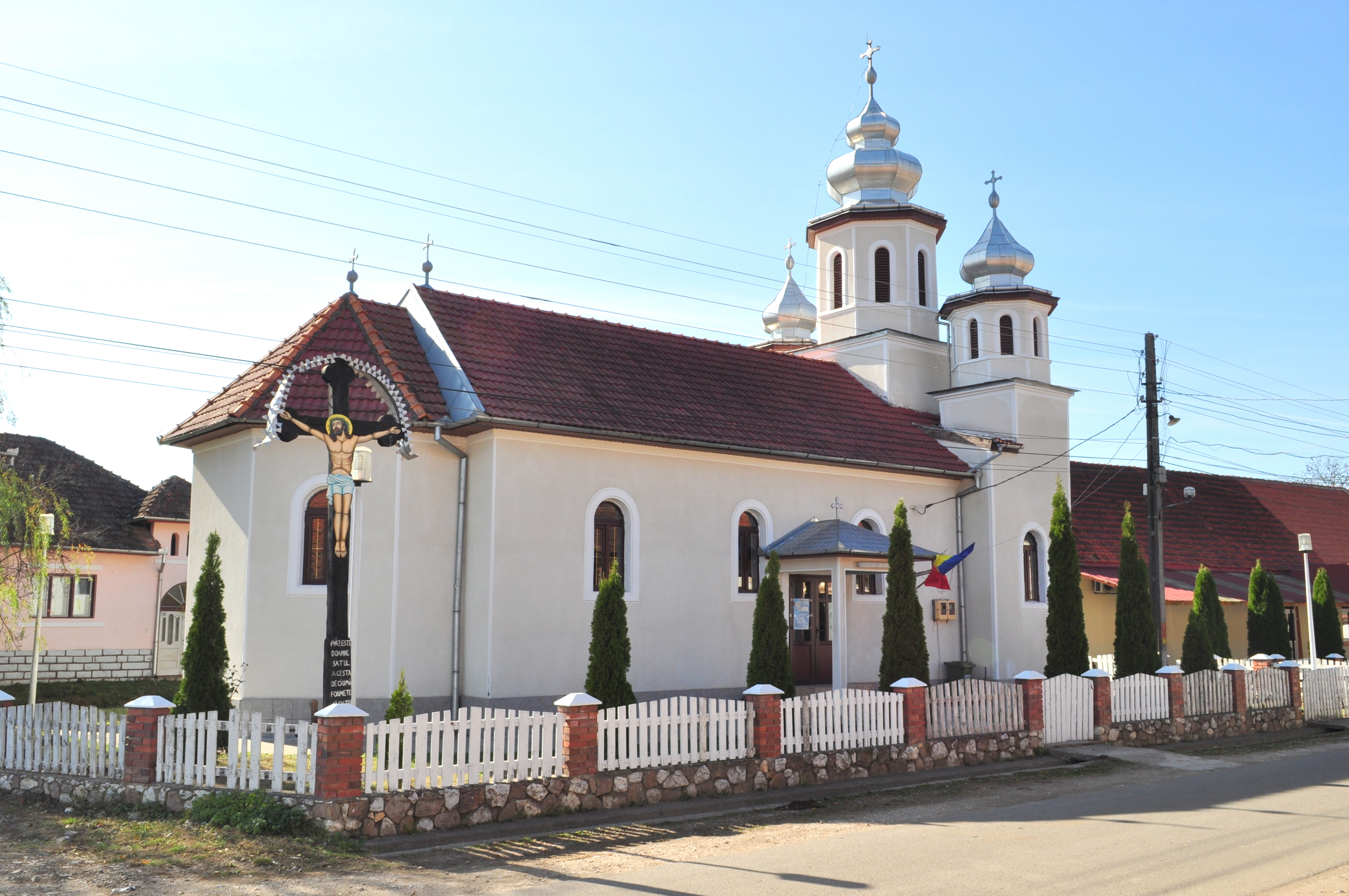
Biserica „Adormirea Maicii Domnului”

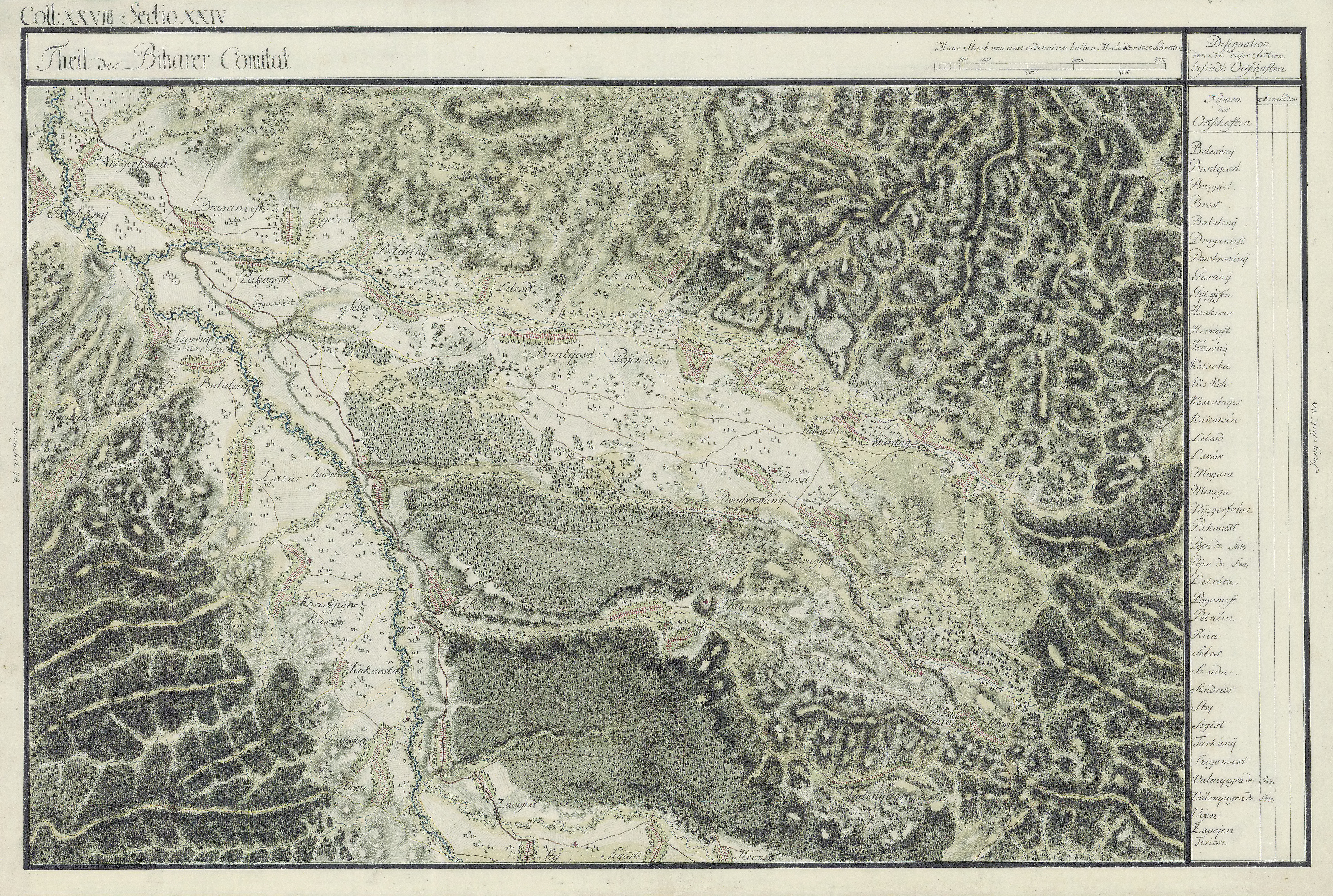
Belejeni în Harta Iosefină a Comitatului Bihor, 1782-85

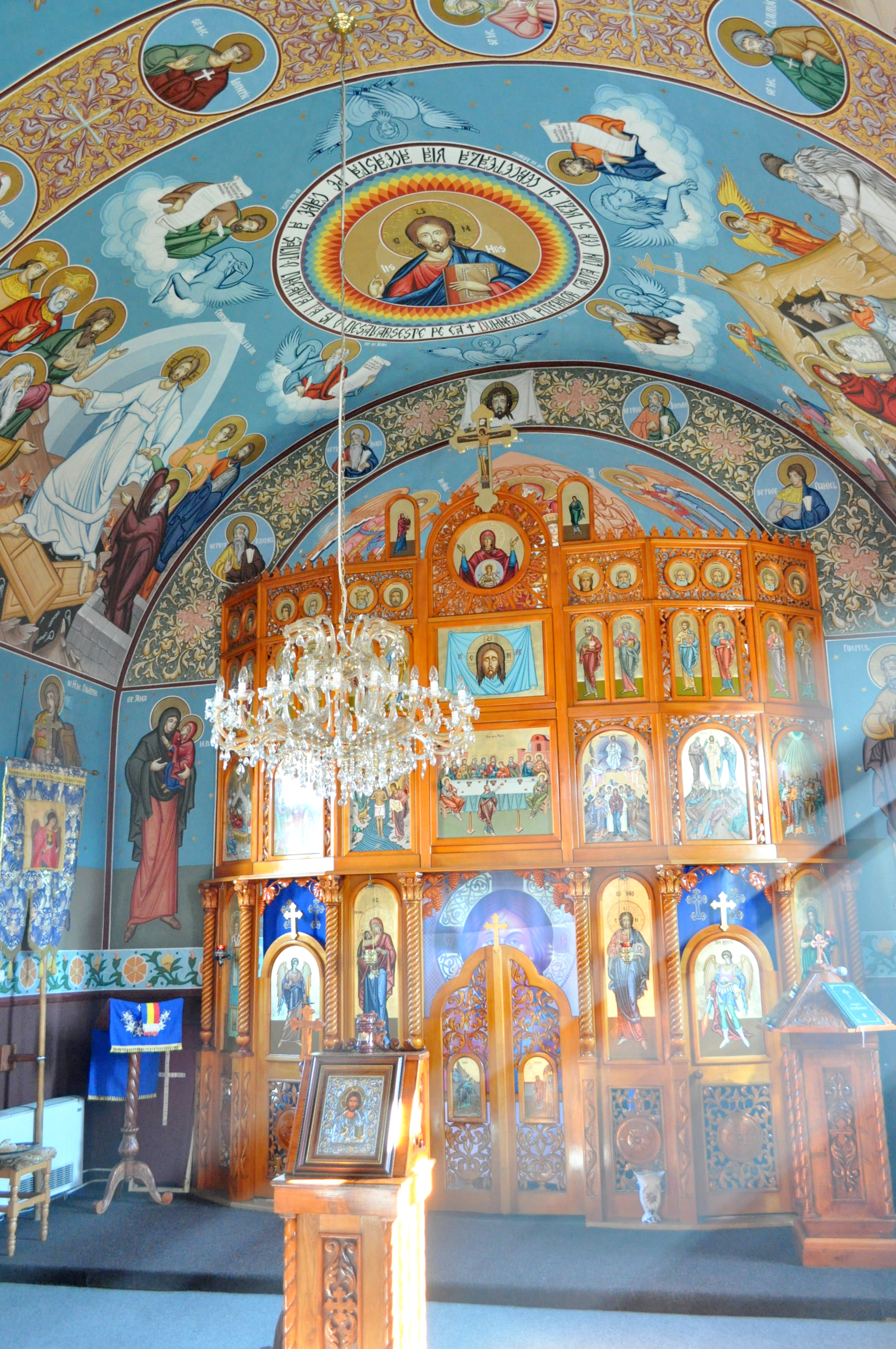
Biserica „Adormirea Maicii Domnului” (interior)

 Acest articol despre o localitate din județul Bihor este deocamdată un ciot. Puteți ajuta Wikipedia prin completarea lui.